# 仙台市広瀬文化センター
仙台市広瀬文化センター（せんだいしひろせぶんかセンター）は、宮城県仙台市青葉区にある複合施設。
1991年に開館。キャッチフレーズは「想像と創造と地域と共に」。仙台市広瀬市民センターと仙台市広瀬図書館が併設。

## 施設
- ホール
- ホワイエ
- セミナー室
- 図書室

など

## 開館時間・休館日
開館時間
- 9：00 - 21：30[5]

休館日
- 年末年始、第1月曜日[5]

## アクセス
- 電車
  - JR仙山線・愛子駅から徒歩7分[6]
- バス
  - 仙台市営バス
    - JR仙台駅前10番のりば→作並温泉行き・定義行き・白沢車庫行き乗車し（約40分）→愛子駅前下車（徒歩5分）[6]

  - 愛子観光バス
    - 愛宕上杉通りハピナ名掛丁入口付近のりば→錦ケ丘八丁目行き乗車（約25分）→宮城総合支所・愛子小学校前下車（徒歩4分）[6]

駐車場あり（80台）

## 周辺
- 国道48号